# Dromedary Platform
Die Dromedary Platform ist eine 555 m hoch liegende Hochebene im ostantarktischen Viktorialand. In der Royal Society Range liegt sie oberhalb des Pyramid Trough.
Wissenschaftler einer von 1960 bis 1961 durchgeführten Kampagne der Victoria University’s Antarctic Expeditions benannten sie in Anlehnung an die Benennung des benachbarten Mount Dromedary.